# Kamet
Le Kamet est par son élévation le deuxième sommet du Garhwal, derrière la Nanda Devi (7 816 m), en Inde. Il a été la première montagne de l'Himalaya de plus de 25 000 pieds (7 620 m) à être gravie.
Plus haut sommet gravi à l'époque de sa conquête (1931), et ce jusqu'à l'ascension du Nanda Devi en 1936, le Kamet fut l'une des montagnes les plus fréquentées par les grimpeurs aux débuts de l'exploration himalayenne ; le nombre de tentatives infructueuses entreprises à partir de 1855 en témoigne.

## Premières tentatives d'ascension
- 1855 - Première tentative par les frères Schlaginweit, géographes et alpinistes confirmés, qui atteignent 6 780 m
- 1907 - Tentative par Tom George Longstaff[1], C. G. Bruce, A. L. Mumm, Alexis Brocherel et Henri Brocherel
- 1909 - Tentative par Alexander Mitchell Kellas
- 1910 - Tentative par Charles Meade, Pierre Blanc et Alexis Brocherel
- 1911 - Tentative par A. Morris Slingsby et de Crespigny
- 1912 - Tentative par Charles Meade, Pierre Blanc, Justin Blanc, Franz Lochmatter et Joseph Perren, qui atteignent 7 160 m
- 1913 - Tentative par Charles Meade et Pierre Blanc
- 1914 - Tentative par Alexander Mitchell Kellas
- 1920 - Tentative par Henry Morshead et Alexander Mitchell Kellas, qui ne dépassent pas l'altitude atteinte en 1912

## Ascensions
- 1931 - Première ascension, le 21 juin, lors d'une expédition britannique par Frank Smythe, Eric Shipton, R.L. Holdsworth et le sherpa Lewa. Durant la descente, Shipton, Holdsworth et Lewa eurent des doigts gelés. Répétition de l'ascension fut faite le 23 juin par deux autres membres de la même expédition britannique : le capitaine Birnie et le docteur C. R. Greene.
- 1955 - Ascension par une expédition indienne dirigée par N. D. Jayal.
- 2008 - Première de la face sud par Fumitaka Ichimura, Yusuke Sato et Kazuki Amano, récompensée par un piolet d'or.
- 2012 - Première de la face sud-ouest par une équipe française composée de Sébastien Bohin, Didier Jourdain, Sébastien Moatti et Sébastien Ratel qui reçoit un piolet d'or.